# 海南脆蛇
海南脆蛇（学名：Ophisaurus hainanensis）为蛇蜥科脆蛇属的爬行动物，是中国的特有物种。分布于海南等地。该物种的模式产地在海南岛吊罗山。其种加词“hainanensis”意为“海南的”。